# Itarana (ort)
Itarana är en ort i Brasilien.   Den ligger i kommunen Itarana och delstaten Espírito Santo, i den sydöstra delen av landet, 900 km sydost om huvudstaden Brasília. Itarana ligger 193 meter över havet och antalet invånare är 4 060.
Terrängen runt Itarana är huvudsakligen kuperad, men den allra närmaste omgivningen är platt. Närmaste större samhälle är Itaguaçu, 8,2 km norr om Itarana.
Omgivningarna runt Itarana är huvudsakligen savann. Runt Itarana är det ganska glesbefolkat, med 39 invånare per kvadratkilometer.